# Miséricorde (islam)
Pour les articles homonymes, voir Miséricorde (homonymie).
Rahma (ar : رحمة ) est un mot arabe qui désigne un concept coranique souvent associé à la miséricorde divine et se traduisant par « la sensibilité » ou « la bonté, la bienveillance ». Présent 114 fois dans le Coran, ce terme concerne Allah, sauf trois fois où le terme est utilisé pour des humains :« les fils envers leurs père et mère (XVII, 24), les époux entre eux (XXX, 21), les Chrétiens entre eux (LVII, 27). »
La traduction la plus courante de ce concept est "miséricorde". Pour D. Gimaret, elle « est inadéquate, pour la raison que dans le français actuel, et notamment dans le vocabulaire religieux, "miséricorde" inclut fondamentalement l’idée de pardon ». Alors que le principe du pardon divin est généralement absent du concept de Rahma.
Rahma est un concept qui existe également chez les Hébreux. En langue hébraïque, il signifie "miséricorde" et "utérus" (ou "matrice"). רחמים : miséricorde, bienveillance, clémence.

## Les bienveillances divines
Les Rahma sont des bienfaits divins envoyés « en alternance avec les maux qu’il [...] inflige ». Peuvent être des rahma des objets donnés par Allah, comme la Torah donnée à Moïse ou un trésor, des personnes, comme Jésus ou Mahomet ou des phénomènes comme la pluie.
Cet amour divin pour les hommes n'est pas "inconditionné" mais est lié à la conduite morale de ceux-ci. Il aime "ceux qui agissent pour le mieux", "ceux qui accomplissent de belles actions". En cela, la miséricorde divine est un don de Dieu, tandis que la capacité humaine à croire est elle-même déjà considérée, par le Coran, comme un don divin. D'après le Coran, il est possible d'attirer l'amour divin par des actions comme celle d'imiter Mahomet.
Pour les théologiens, la réponse à l'amour divin, l'amour humain pour Dieu doit être une "obéissance absolue aux lois révélées par le Créateur". L'amour unissant Dieu et les hommes apparait dans le Coran comme une alliance. Le sujet de l'amour divin sera le sujet de plusieurs ouvrages de théologiens, comme Ibn Arabi.

## Le nom divin
Le Coran contient deux fois la formule bi-smi llāhi l-raḥmāni l-raḥīmi, traduite «Au nom de Dieu, le Clément, le Miséricordieux». Ces deux termes raḥmāni l-raḥīmi sont considérés majoritairement par les commentateurs anciens comme  « attestant tous deux que celui qui les porte pratique la vertu de raḥma. ». Des commentateurs plus récents accentuent l'importance du premier terme comme étant appliqué seulement à Allah. et distinguent la bienveillance « raḥmān pour tous les hommes, croyants ou mécréants,[et la] raḥīm que pour les Croyants » La traduction de Rahma qui évoque la «sensibilité», le «fait d’avoir le cœur sensible» a posé problème aux théologiens puisqu'il implique une « fragilité ». C’est pour cela que des commentateurs, comme al-Zamakhshari, vont considérer que, appliqué à Allah, ce terme désigne davantage la « bienfaisance envers les créatures  »
Al Rahman est un terme araméen utilisé dans le judaïsme et probablement importé depuis l’Arabie du Sud où il est le nom propre du dieu du monothéisme yéménite.Idem, pour Gardet, « Rahman doit être pris comme un nom propre divin ». Pour Pregill, l'usage des deux noms Rahman/Allah pourrait être mis en parallèle avec le double usage YHWH/Elohim, les premiers étant particuliers et les seconds génériques.Ce terme acquiert à l’époque islamique la signification de clément, de celui qui fait pitié, absente du champ sémantique de Rahman dans le Coran. Sur la digue de Marib, « Rah mânân est le nom de Dieu, à côté du Messie et du Saint-Esprit. » Il en est de même dans une inscription sud-arabique datée d’environ 535 : "au nom du Miséricordieux (Rahman) et de son Fils le Christ (Krestos) le Victorieux (galiban) et du Saint Esprit (wa-nafs qudus)”. Pour Koscielniak, « le terme Rahman était utilisé par les chrétiens dans une longue période avant et après l’islam. ». Pour Ch. Robin, le nom propre divin Rahman se développe dans le judaïsme arabe vers 460 avant d’être utilisé par l’islam. Pour lui, la bismillah a comme sens premier « au nom du dieu ar-Rahmàn le miséricordieux.».